# Силабічний спів
Силабічний спів (грец. συλλαβή — склад <тексту>) — спосіб розспівування тексту, при якому на один його склад припадає один звук мелодії. Мелодії, які містять невеликі (2-3 звуку на склад) розспіви (зазвичай на кінцях фраз), також умовно відносять до силабічних.
Силабічний спів властивий культовій музики світових релігій. В католицькому богослужінні силабічно розспівуються (за формулами псалмових тонів) псалми і біблійні пісні (cantica). Православні розспівують силабічно ірмоси канону, стихири київського і звичайного розспіву. Протестанти використовують силабічний спів у хоралі.
Силабіка характерна також для деяких жанрів паралітургічної та світської музики західної Європи: Лауди, кондукту, італійського фобурдона, канцонети та інших.